# Netelia hikosana
Netelia hikosana är en stekelart som beskrevs av Konishi 1991. Netelia hikosana ingår i släktet Netelia och familjen brokparasitsteklar. Inga underarter finns listade i Catalogue of Life.